# Tiger-Komtessen
Tiger-Komtessen er en stumfilm fra 1914 af ukendt instruktør.